# Передвижная студия The Rolling Stones
Передвижная студия The Rolling Stones (англ. The Rolling Stones Mobile Studio) — передвижная студия звукозаписи, когда-то принадлежавшая английской рок-группе The Rolling Stones. Ряд известных артистов использовал эту студию для записи своего материала, включая Dire Straits, Deep Purple, Лу Рида, Боба Марли, Horslips, Nazareth, Fleetwood Mac, Bad Company, Status Quo, Led Zeppelin, Iron Maiden, Wishbone Ash, а также самих The Rolling Stones. В нынешнее время студия находится в экспозиции Национального музыкального центра в Калгари.

## История
Концепция передвижной студии впервые возникла у The Rolling Stones в 1968 году — группа решила, что ей нужно новое место для записи музыки. Устав от ограниченных размеров обычных студий, The Rolling Stones решили использовать новый загородный дом Мика Джаггера, расположенный в Англии особняк под названием «Stargroves», для записи нового материала. Все необходимое оборудование должно было быть доставлено в дом, поэтому идея поместить диспетчерскую (англ. control room) в фургон была предложена их дорожным менеджером и пианистом Иэном Стюартом.
Под руководством Стюарта при создании студии были проведены консультации с несколькими ведущими звукоинженерами и продюсерами, в том числе с Глином Джонсом. После этого оборудованием аппаратуры занималась компания Дика Светтенхэма Helios Electronics, известная проектированием микшерных консолей для ряда самых передовых студий того времени. Первоначально созданная только для использования самой группой The Rolling Stones, студия вскоре приобрела популярность среди подобных других рок-групп того времени, таких как The Who, The Faces и Led Zeppelin.
Первоначально аппаратура поддерживала максимум 20 аналоговых входов и поддерживала восьмидорожечный формат записи. Однако, поскольку студию начали использовать для записи концертных выступлений, вскоре восьмидорожечный формат оказался неактуальным, и аппаратуру обновили до 16-трекового варианта.
С помощью студии были записаны несколько классических альбомов, в том числе бо́льшая часть пластинок Led Zeppelin III (1970), Led Zeppelin IV (1971), Sticky Fingers (1971), Exile on Main St (1972), а также концерт группы The Rolling Stone в Гайд-парке 1969 года. Студия использовалась в самых разных местах: от залов до амбаров, замков и казино в Монтрё. Во время записи шестого альбома Deep Purple, Machine Head, студия чуть не загорелась, так как находилась рядом с казино, которое было подожжено во время концерта Фрэнка Заппы. Этот инцидент послужил вдохновением для создания одной из самых известных песен Deep Purple «Smoke on the Water», в строчках которой была увековечена студия («We all came out to Montreaux … To make records with a Mobile»), также группа упоминает её в этой песне, как «Rolling truck Stones thing» (рус. «передвижной грузовик Каменная штука»).
В течение весны 1973 (до 1976), Тапани Тало (он же Тапанайнен) был нанят на должность помощника звукоинженера студии.
Во время европейского турне The Rolling Stones 1973 года к техническому персоналу студии присоединился Мик Маккенна, который работал вместе с Иэном Стюартом вплоть до его смерти в 1985 году. Впоследствии он отвечал за дальнейшее развитие студии и занимался обновлением оборудования. В частности 16-трековый рекордер был заменён на 24-трековую модель, к существующим 20-ти были добавлены 12 аналоговых входов, кроме того был проделан большой объем работы по улучшению акустических свойств помещения фургона.
К 1980-м годам специализация студии сместилась в сторону более широковещательных продуктов, а её арендаторами были такие компании, как LWT, BBC, Capital Radio, Tyne Tees Television и другие. В связи с этим, в 1982 году в студию был приобретён синхронизирующий компьютер. Этот компьютер позволял запускать аудио-и видеозаписи в точно выверенное время, что позволяло записывать шоу, а затем добавлять к нему готовый звук прямо во время съёмок. Эта функция позволила синхронизировать звуковые дорожки для нескольких сериалов, в которых звучали произведения таких исполнителей, как Майлз Дэвис, Вилли Нельсон, Пол Янг и The Chieftains.
В 1987 году бас-гитарист The Rolling Stons Билл Уаймен создал проект Ambition Invention Motivation Success (AIMS Project), с целью предоставить возможность молодым группам со всей страны поработать в студии и выпустить высококачественные демозаписи. Спонсором проекта выступила французская компания Pernod Ricard. В ходе проекта продюсеры Терри Тейлор и Мик Маккенна поработали над около 60 треками. AIMS Project завершился финальным шоу в Альберт-Холле в феврале 1988 года.
Впоследствии передвижная студия вновь вернулась на коммерческий рынок, который стал чрезвычайно конкурентоспособным как в финансовом, так и в техническом отношении. Студия эксплуатировалась до апреля 1993 года, после чего была закрыта. Последними записями, сделанными при помощи студии, были песни брата Мика Джаггера — Криса и его группы Atcha!, на репетиционной базе студии Pinewood Studios.
В 1996 году передвижная студия, в своём первоначальном виде, была продана через аукцион Bonhams и доставлена на территорию студии Loho Studios, в Нью-Йорк. После небольшого технического переоборудования она стала использоваться для записи на андеграундной музыкальной сцене Нью-Йорка. В этот период на ней записывались Патти Смит, Ramones и около других 30 групп, в рамках сборника Best of NYC Hardcore посвящённого хардкору.
В нынешнее время студия находится в экспозиции Национального музыкального центра в Калгари. Она была приобретена руководством центра в ноябре 2001 года.

## Известные записи сделанные при помощи студии

### Синглы
- «Smoke on the Water» — Deep Purple
- «No Woman, No Cry» — Bob Marley and the Wailers
- «Bring Your Daughter... to the Slaughter» — Iron Maiden

### Альбомы
- 1970: Led Zeppelin III — Led Zeppelin
- 1971: Sticky Fingers — The Rolling Stones
- 1971: Led Zeppelin IV — Led Zeppelin
- 1971: Who’s Next — The Who
- 1972: Machine Head — Deep Purple
- 1972: Exile on Main St — The Rolling Stones
- 1972: Happy to Meet – Sorry to Part — Horslips
- 1973: Uriah Heep Live (Double Album) — Uriah Heep[4]
- 1973: Houses of the Holy — Led Zeppelin
- 1973: Live Dates — Wishbone Ash
- 1973: Penguin — Fleetwood Mac
- 1973: Mystery to Me — Fleetwood Mac
- 1973: Recorded Live — Ten Years After
- 1973: Who Do We Think We Are — Deep Purple
- 1974: Burn — Deep Purple
- 1974: Rampant — Nazareth
- 1975: Physical Graffiti — Led Zeppelin
- 1975: Live! — Bob Marley and the Wailers
- 1975: Run with the Pack — Bad Company
- 1977: Live! — Status Quo
- 1977: Moonflower — Santana
- 1979: Life in a Day — Simple Minds
- 1981: Rocket 88 — Rocket 88
- 1983: Alchemy: Dire Straits Live — Dire Straits
- 1985: A Physical Presence — Level 42
- 1990: No Prayer for the Dying — Iron Maiden
- 2001: Live In Paris 1975 — Deep Purple
- 2014: Graz 1975 — Deep Purple